# František Majdloch
František Majdloch (14. října 1929 Hranice Československá republika – 30. listopadu 2001) byl československý boxer. Zúčastnil se letních olympijských her v letech 1948, 1952 a 1956.

## Kariéra
Svoji boxerskou kariéru započal v Hranicích pod vedením trenéra Františka Calábka. Později nastoupil na vojnu a stal se členem klubu ATK (Armádní tělovýchovný klub), poté přešel do klubu Rudá hvězda Praha.  V roce 1948 se zúčastnil olympijských her v Londýně, kde v nejlehčí váhové kategorii (muší váze) do 52 kg obsadil 4. místo.  V tomto roce byl vybrán mezi osm nejlepších boxerů z Evropy, kteří se v Chicagu utkali s boxery z USA.
Za svou kariéru se stal devítinásobným mistrem Československa a na mistrovství Evropy v Dublinu v roce 1947 získal bronzovou a později na ME ve Varšavě v roce 1953 stříbrnou medaili.
V roce 1957 byl odsouzen na šest měsíců nepodmíněně za činy, kterých se dopustil v opilosti.